# Takashi Uchiyama
Takashi Uchiyama (内山 高志, Uchiyama Takashi) est un boxeur japonais né le 10 novembre 1979 dans la préfecture de Nagasaki et a grandi à Kasukabe.

## Carrière
Champion d'Asie des poids super-plumes OPBF entre 2007 et 2009, il devient champion du monde WBA de la catégorie le 11 janvier 2010 en battant à Tokyo par arrêt de l'arbitre à la 12e reprise le mexicain Juan Carlos Salgado. Uchiyama conserve son titre en stoppant Angel Granados au 6e round le 17 mai 2010, Roy Mukhlis au 5e round le 20 septembre 2010 et Takashi Miura au 8e round le 31 janvier 2011.
Le 31 décembre 2011, Takashi Uchiyama bat par arrêt de l'arbitre à la 11e reprise le boxeur mexicain Jorge Solis à Yokohama puis il fait match nul contre Michael Farenas le 16 juillet 2012. Il s'impose ensuite au 8e round face à Bryan Vasquez le 31 décembre 2012 ; par KO au 5e round contre Jaider Parra le 6 mai 2013 et aux points face à Daiki Kaneko le 31 décembre 2013.
Uchiyama conserve son invincibilité exactement un an plus tard en contraignant à l'abandon à l'issue de la 9e reprise Israel Perez. Il domine ensuite en moins de deux rounds Jomthong Chuwatana le 6 mai 2015 et en trois rounds Oliver Flores le 31 décembre 2015. Le boxeur japonais perd finalement sa ceinture le 27 avril 2016 par KO au 2e round contre Jezreel Corrales. Il s'incline également lors du combat revanche, aux points, le 31 décembre 2016.